# Darren Pratley
Darren Antony Pratley (ur. 22 kwietnia 1985 w Barking) – piłkarz występujący na pozycji pomocnika w Bolton Wanderers.